# Nebbiolo

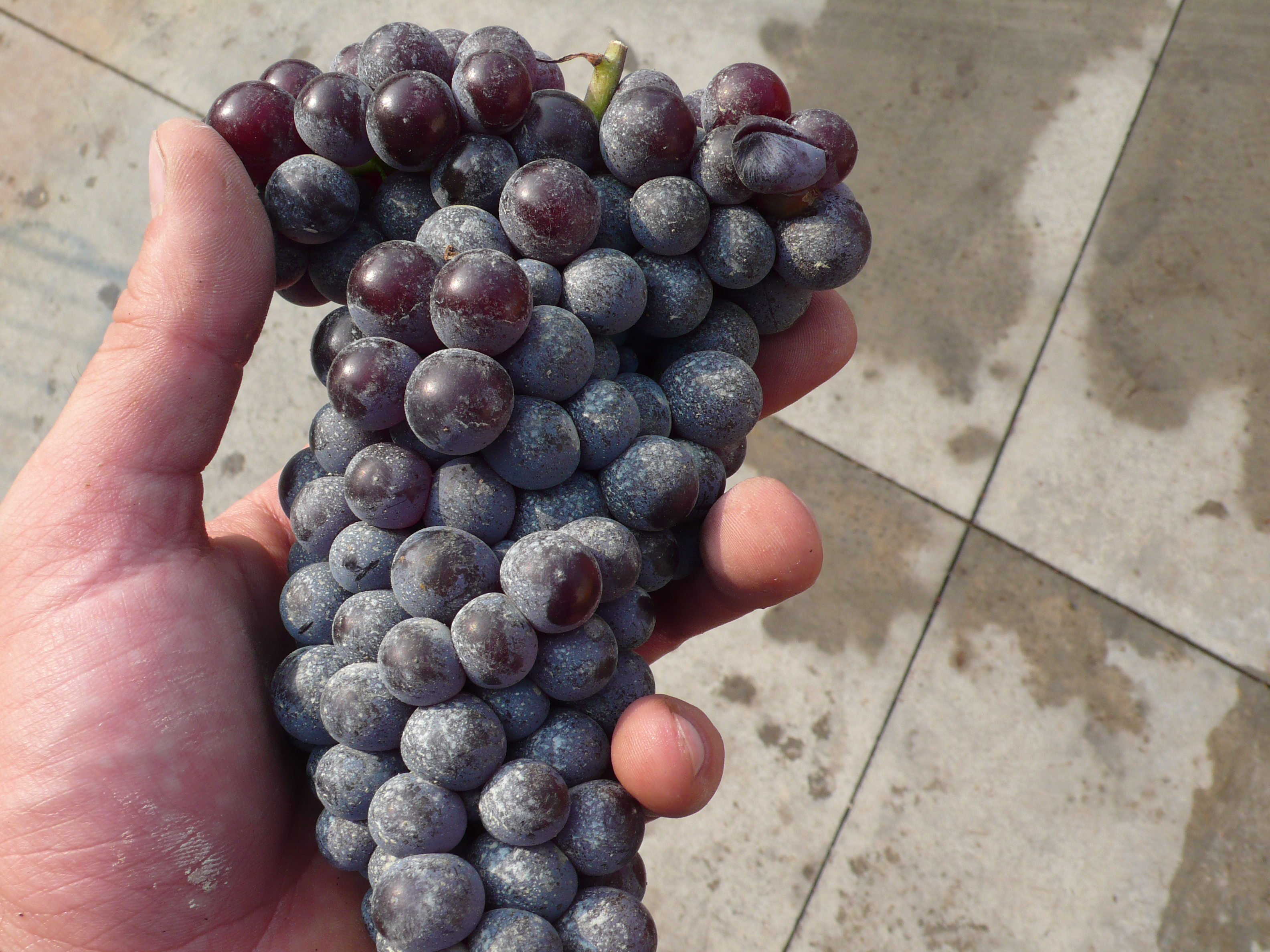
nebbiolo

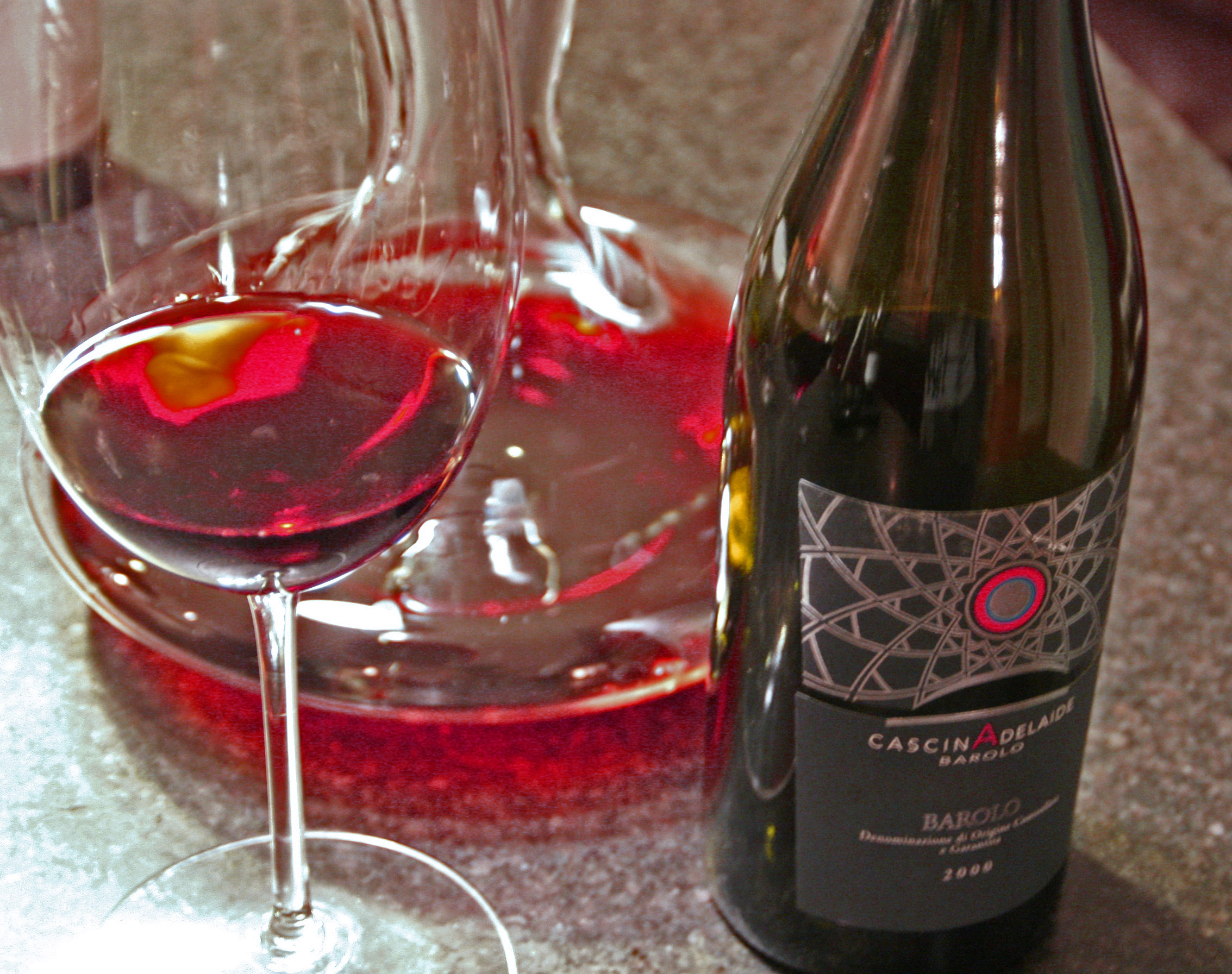
De nebbiolo-druif geeft weinig kleur en de wijnen ervan zijn dan ook lichtrood

De nebbiolo is een blauwe druivensoort waarmee rode wijn wordt gemaakt. Hij komt oorspronkelijk uit Italië en wordt gebruikt voor de bekende wijnen barolo en barbaresco uit Piëmont.
De nebbiolo geeft wijnen met weinig kleurintensiteit die krachtig zijn en sterk geuren. De beste wijnen van deze druivensoort bevatten vrij veel tannine en moeten daarom lang rijpen, hoewel bepaalde wijnmakers sneller toegankelijke wijnen maken. De nebbiolo bereikt alleen op zeer goede plaatsen voldoende rijpheid en wordt daarom vrijwel uitsluitend in Piëmont aangebouwd, hoewel in Amerika en Australië pogingen worden gedaan.

## Synoniemen
De nebbiolo kent meer dan honderd synoniemen die in verschillende regio's van Noordwest-Italië worden gebezigd. De druivensoort is onder meer bekend onder de namen Barbesino, Brunenta, Chiavennasca, Femmina, Lampia, Marchesana, Martesana Melasca, Melaschetto, Melascone, Michet, Monferrina, Morsano di Caraglio, Nebbieul Grosso, Nebbieul Maschio, Nebbiolin, Nebbiolin Canavesano, Nebbiolin Lungo, Nebbiolin nero, Nebieu, Nebieul, Nebieul fumela, Nebiolo, Nebiolo du Piemonte, Nibieul burghin, Nibio, Nibiol, Nubiola, Pantin, Picot, Picotendre, Picotendro, Picote, Picotenero, Picoultener, Picoutendro Maschio, Počte, Prugnet, Prunent, Prunenta, Pugnet , Rosetta, Spagna, Span, Spana commune, Spana Rossa, Spanna en Uva Spanna.